# Le Tampon du capiston (film, 1950)
Pour les articles homonymes, voir Le Tampon du capiston.
Pour plus de détails, voir Fiche technique et Distribution.
Le Tampon du capiston est un film français réalisé par Maurice Labro et sorti en 1950.

## Synopsis
Cochu, un paysan, est le boute-en-train de ses camarades de régiment. Il provoque la colère du lieutenant qui, pour le punir, le nomme « tampon du capiston », c'est-à-dire ordonnance du capitaine : il se retrouve au service de la terrible Hortense, la sœur du capitaine.

## Fiche technique
- Réalisation : Maurice Labro
- Scénario : Guillaume Hanoteau d'après la pièce Le Tampon du capiston de André Mouëzy-Éon, Jean Bever et Alfred Vercourt
- Costumes : Catherine Le Couey
- Décorateur : Raymond Nègre
- Assistants réalisateurs : Claude Boissol, Denys de La Patellière
- Musique : Richard Cornu
- Photographie : Jean Bachelet
- Montage : Myriam Borsoutsky
- Production : Panthéon Productions
- Pays de production :  France
- Format : Noir et blanc - 1,37:1 - 35 mm - Son mono
- Genre : Comédie
- Durée : 95 minutes
- Date de sortie : 
  - France : 4 août 1950

## Distribution
- Rellys : Isidore Cochu, l'ordonnance du capitaine
- Frédéric Duvallès : le capitaine Reverchon
- Pauline Carton : Hortense Reverchon
- Véra Norman : Yvonne Reverchon
- Jean Tissier : le commandant Fourcadet
- Yves Robert : Pastini
- Olivier Mathot : Lormois
- Marthe Mercadier : Mélanie
- Robert Seller : le général Fenouil de Sainte-Fenouil
- Amédée : Fricoteau
- Henri Niel : le pharmacien
- Alice Sapritch : la pharmacienne
- Lucien Charbonnier : Me Pouponnet
- Madeleine Barbulée : une invitée
- Titys : un invité
- Simone Silva